# Église de la lumière d'Ibaraki

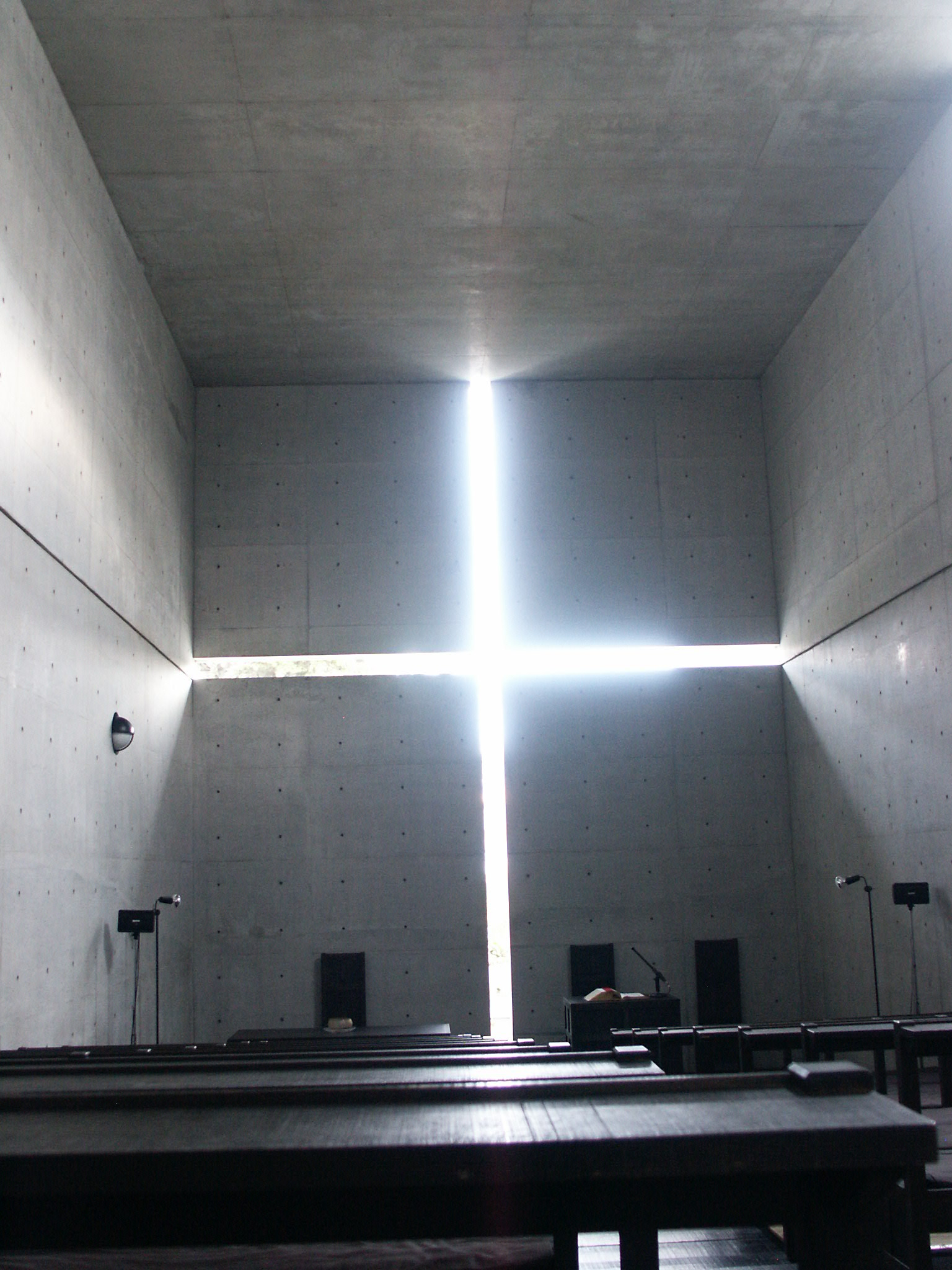
Intérieur de l'église. Les bancs sont faits de planches utilisées pour les échafaudages

L'Église de la lumière (parfois appelée « église avec lumière ») est la principale chapelle de l'église Ibaraki Kasugaoka. Construit en 1989, dans la ville d'Ibaraki dans la préfecture d'Osaka, ce bâtiment est l'une des réalisations les plus célèbres de l'architecte japonais Tadao Andō.
En 1999, le bâtiment principal est agrandi par l'ajout d'une école dominicale.

## Référence
- (en) Cet article est partiellement ou en totalité issu de l’article de Wikipédia en anglais intitulé « Church of the Light » (voir la liste des auteurs).